# Skäck

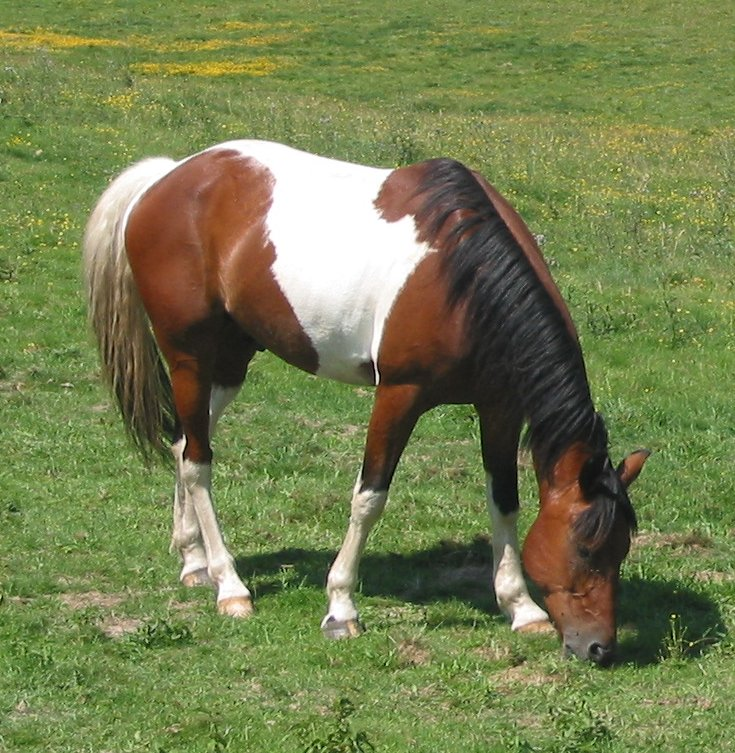
Tobiano-skäck

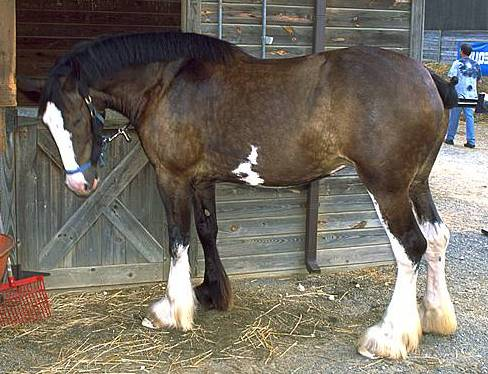
Sabino-skäck

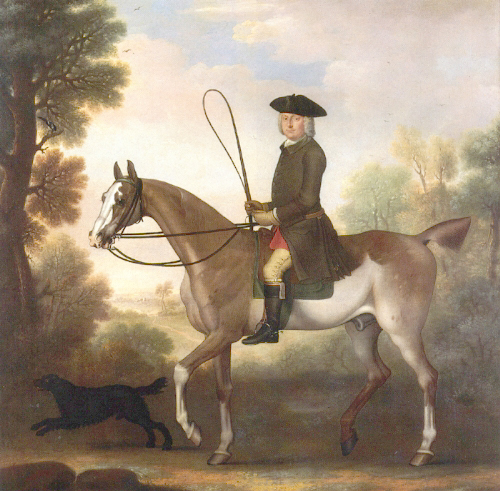
Sabino-skäck med diffusa fläckar

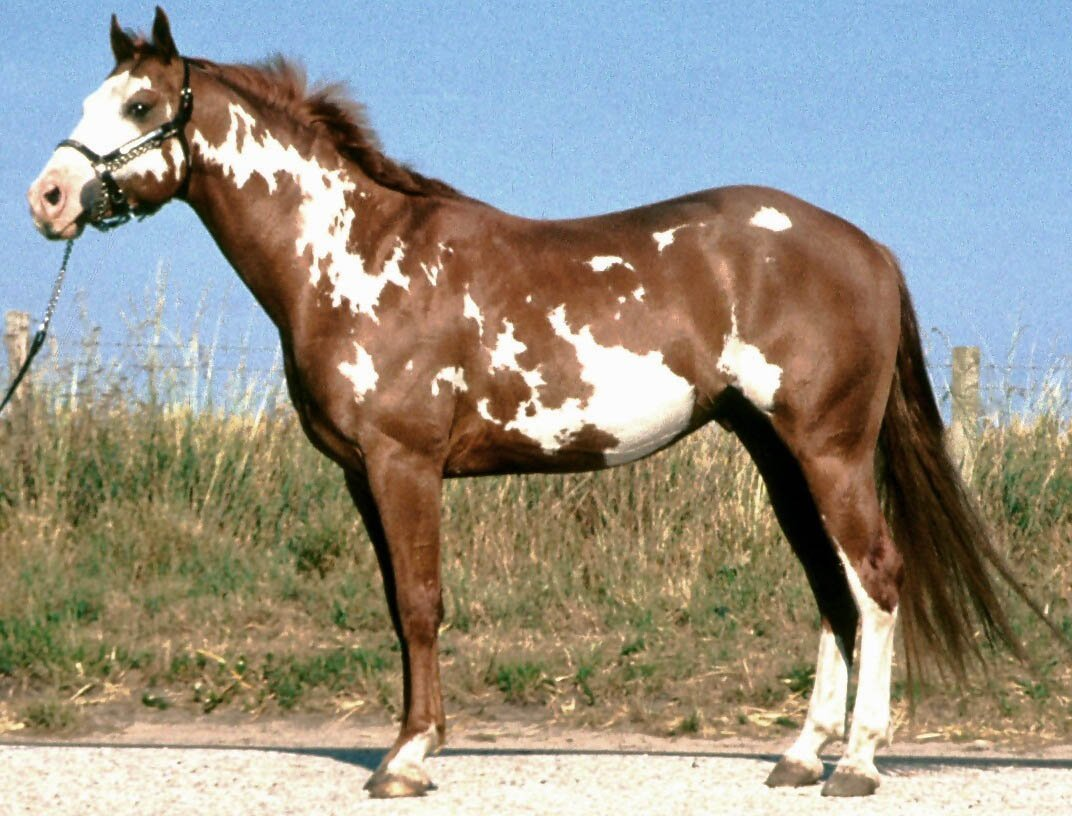
Overo-skäck

Skäck, (engelska: pinto) är en teckning hos hästar som ger stora vita och färgade fält över hela kroppen, ofta kallade "indianhästar" i folkmun. I USA kan en skäck registreras som pinto under vissa förutsättningar, till exempel vilken ras som hästen stammar från, men pinton är i sig själv inte en egen ras.. Däremot finns det en del hästraser vars enda tillåtna färg är skäck, t.ex. den amerikanska Painthästen.

## Färger
Den mest internationella definitionen av olika skäckfärger är den (ursprungligen) amerikanska, där de vanligaste färgerna kallas Tobiano, Overo och Sabino och olika kombinationer av dessa.
I Sverige brukar man namnge skäckfärgerna beroende på vilken basfärg de har till exempel svartskäck, brunskäck, rödskäck (fux), skimmelskäck, isabellskäck, silversvartskäck, osv. De gener som kan orsaka skäckfärg kan agera på vilken grundfärg som helst.
Tobiano kan enkelt beskrivas att det ser ut som en vit häst med färgade fläckar. Fläckarna är ganska jämna i kanterna. Tobiano-skäckar har ofta vita ben och rygg, färgad sköld på bröstet och undersidan av halsen och färg på huvudet och flankerna. Tobiano-genen i ensam form ger inga vita tecken på huvudet.
Overo ser ut som en färgad häst med vita fläckar. Fläckarna är ojämna i kanterna. En overo har sällan vit överlinje. De vita fälten utgår istället från hästens sida och sprider sig därifrån. Overo ger ofta färgade ben och bläs eller lykta. Overo kan ge blå ögon.
Sabino har två eller fler höga vita strumpor och stora vita tecken i ansiktet (dock ej lykta). Övriga fläckar oftast i bukområdet. Sabino kan även ha mycket diffusa fläckar och förväxlas då ofta med stickelhårig. Det är inte alltid som en sabino-färgad häst har vita fläckar på kroppen, men i allmänhet har sabino-hästar "toppar" eller flikar på strumporna på baksidan av frambenen och framsidan av bakbenen. Sabino är förmodligen den gen som orsakar inverterade tecken, alltså färgade tecken som ligger "ovanpå" hästens vita tecken ex. en färgad halvstrumpa som ligger över en vit helstrumpa ger hästen en vit fläck på framknäet/hasen på ett i övrigt helfärgat ben. Diffusa gränser och begränsade områden där en del av ett färgat fält "späds ut" med en stor mängd vita hår hos vissa hästar, tyder på att olika teckningar "krockar", och man kan därav anta att det inte bara finns en variant av sabino, utan ett stort antal, som styrs av olika gener och kan existera sida vid sida hos individen.
Splash har tidigare antagits vara ovanlig, men verkar förekomma oftare än man förr trott. Splash-genen ger hästen ett utseende som om man hade stänkt vit färg på den nerifrån och uppåt. Beroende på hur utbredd den teckningen är, så kan allt ifrån nedre delen av hästens ben till nästan hela kroppen vara vit. Splash ger ofta vita prickar i övergången mellan fälten. Blå ögon hos en icke-gul häst beror ofta på Splash och lykta eller andra märkliga utbredningar av vitt i ansiktet beror också ofta på splash-genen.
Calico är ofta en variant av Tobiano men både svarta och bruna fläckar förekommer samtidigt på vit botten vilket är extremt ovanligt.

## Genetik
Skäckfärg kan orsakas av flera gener som var och en orsakar olika "sorters" skäck. Eftersom det finns så många är det svårt att definiera vilka gener som ger de olika teckningarna och arbetet pågår fortfarande för att kartlägga generna.
LWS (Overo Lethal White Syndrome), är en genetiskt betingad missbildning som kan förekomma hos overoskäckar. Genen är dödlig i homozygot form, fölet föds med olika grader av inkomplett tarm. Ibland är det enbart nerverna som är påverkade, vissa fall har påvisat ofullständig tarmutveckling där tarmen inte är i ett helt stycke. Nerverna till tarmarna är dock alltid påverkade så fölen kan inte passera någon avföring och avlider i svår kolikförstoppning om de inte avlivas innan dess på ett humant sätt. Med ett tagelprov kan man enkelt bestämma om hästen har frame overo-genen i heterozygot form. Om två hästar med frame overo i heterozygot form paras med varandra, löper fölet 25% risk (25% risk O/O, 50% chans O/o, 25% chans o/o) att bli homozygot för genen och drabbas av defekten. Om enbart en av föräldrarna har genen för LWS, dvs bär på overoteckningen, så kan fölet visserligen ärva genen, men den kan inte bli homozygot och drabbas av defekten, eftersom den andra föräldern inte bär på genen.

## Övrigt
- "Extrema skäckar" kan vara helt eller nästan helt vita, men de är fortfarande genetiskt skäckar och inte vita. Likadant om hästen är nästan helt svart, brun eller grå så kan fortfarande hästen i fråga vara skäck genetiskt även om man i vanliga fall inte säger att hästen är en skäck.
- En homozygot skäck ger alltid skäckfärgade avkommor.
- En skimmelskäck kan vara så ljust grå att de angränsande vita fälten knappt syns, men huden under de vita fälten är alltid mestadels vit, medan huden under de grå fälten behåller sin färg trots att hårremmen bleknat.
- I barnvisan om "Borgmästar Munthe" red borgmästarens fru på "en skäck, som var så innerligt täck".

## Källhänvisningar
1. ↑  Johansson, Robin (2010-09-27): "Indianhästen gör debut – på banan". aftonbladet.se. Läst 18 mars 2015.
2. ↑  Pinto Horse Association of America[död länk]
3. ↑  Lethal white syndrome (eng. wiki)